# Canton Uri

Logo

Il Canton Uri (in tedesco Kanton Uri) è un cantone della Svizzera centrale, e uno dei quattro Waldstätte (cantoni forestali). Uri è una regione alpina ricca di ghiacciai e alpeggi formata dal bacino del fiume Reuss, che scende dal Massiccio del San Gottardo e sbocca nel lago dei Quattro Cantoni a Flüelen. Il tedesco è la lingua principale del cantone e la popolazione è di circa 36 700 abitanti.

## Geografia fisica

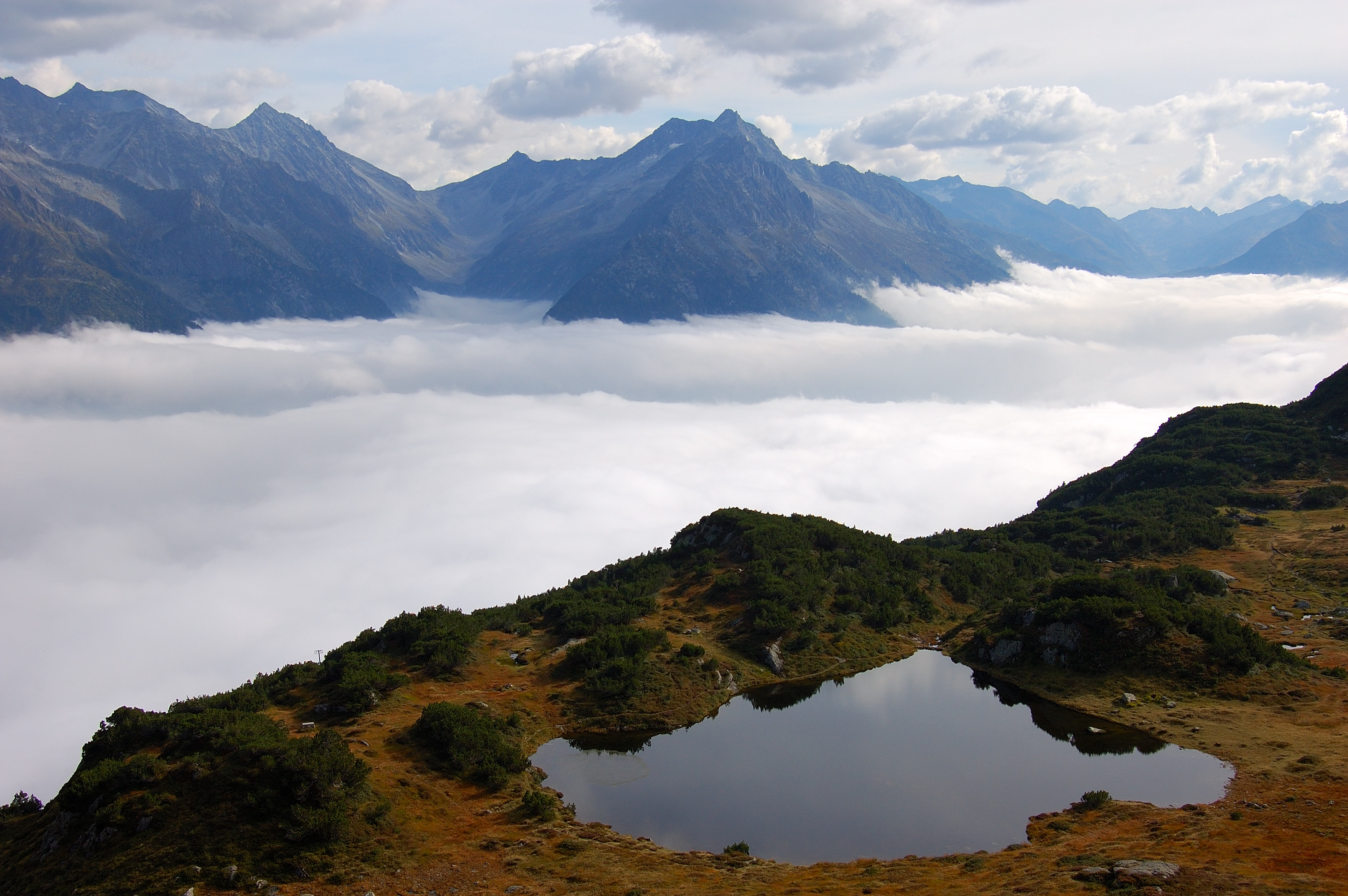
Paesaggio lacustre presso la cima del monte Sunnig Grat

Il cantone si trova al centro della Svizzera. Il territorio cantonale è costituito dalla valle della Reuss e da quelle dei suoi principali affluenti. L'area totale del cantone è di 1077 km², di cui circa la metà è considerata terra produttiva. Le foreste coprono una parte significativa del cantone e i ghiacciai ammontano a circa il 20% della terra improduttiva.
Il territorio del cantone confina con il Canton Svitto (distretto di Svitto) a nord, con il Canton Glarona a nord-est, con il Canton Grigioni (distretto di Surselva) a est, con il Canton Ticino (distretto di Leventina) a sud, con il Canton Vallese (distretto di Goms) a sud-ovest e con il Canton Berna (distretto di Oberhasli), il Canton Obvaldo e il Canton Nidvaldo a ovest.

## Montagne
La vetta più alta è il Dammastock con i suoi 3630 m. Il Dammastock si trova poco più a nord del passo del Furka.
Il Cantone è interessato dalle seguenti sezioni e sottosezioni alpine:
- Alpi Bernesi (Alpi Urane)
- Alpi Glaronesi (Alpi Urano-Glaronesi)
- Alpi Lepontine (Alpi del Monte Leone e del San Gottardo, Alpi dell'Adula)
- Prealpi Svizzere (Prealpi di Svitto e di Uri).

## Storia
Il Canton Uri viene menzionato per la prima volta nel 732 come proprietà dell'abbazia di Reichenau. Nell'853, per concessione di Ludovico il Germanico, divenne un feudo del convento zurighese di Fraumünster.

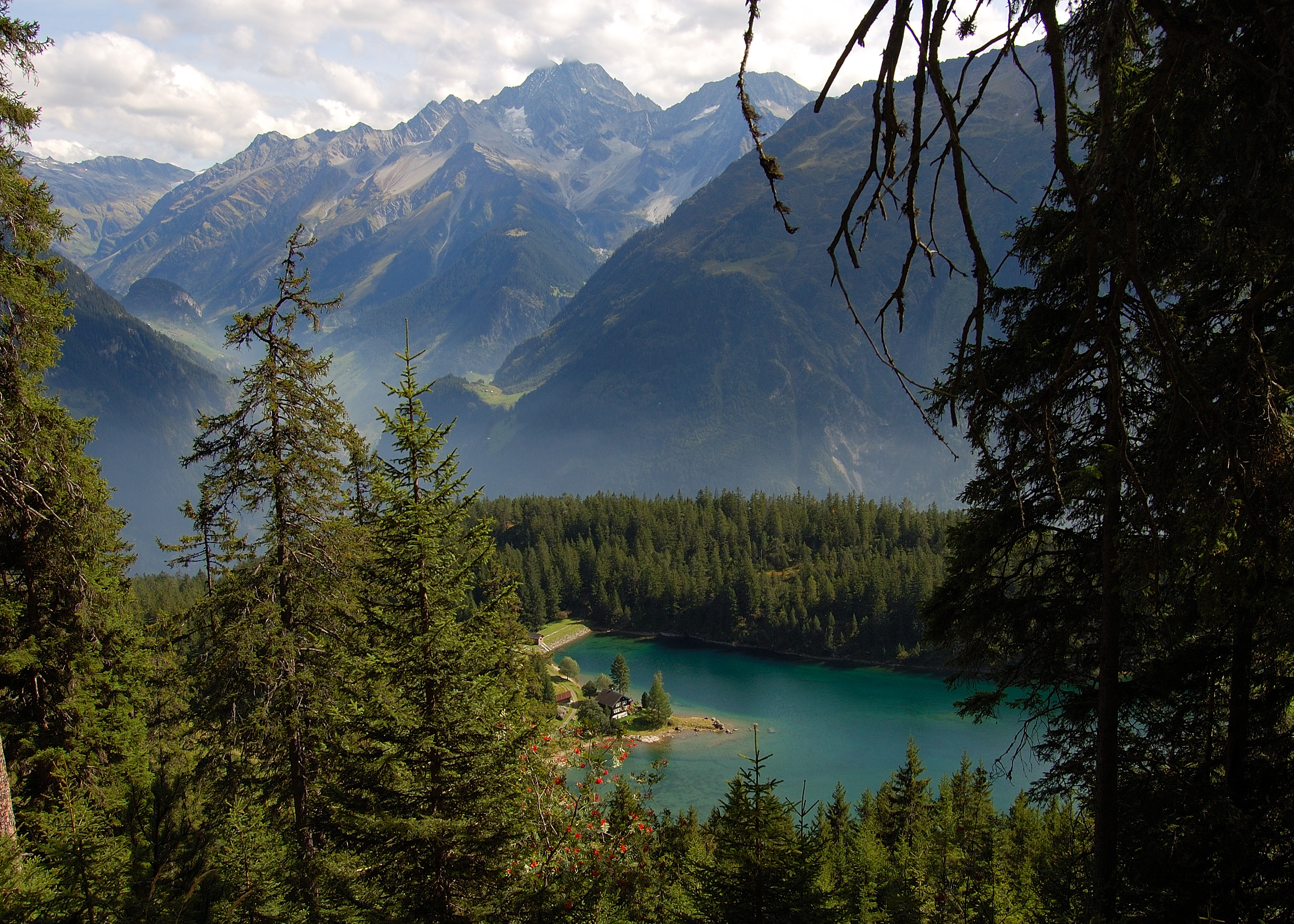
Il lago Arni

Si pensa che il nome Uri derivi dal termine tedesco antico Auerochs che significa toro selvatico. Ciò è supportato dal fatto che lo stemma della regione, reca tradizionalmente una testa di un uro.
Nel 1231, sotto Federico II, diventò una dipendenza diretta dell'imperatore. Nel 1243 la regione aveva un sigillo comune. Per il 1274 il potente Rodolfo di Asburgo riconobbe questi privilegi. Nel 1291, insieme a Canton Svitto e Untervaldo formò la lega che costituì il nucleo della Confederazione Svizzera, avendo firmato la Lettera di Alleanza (Bundesbrief o Patto del Grütli). Nel 1386 Uri partecipò alla vittoria sugli austriaci nella battaglia di Sempach. Come risultato il Canton Uri si annetté i territori di Urseren nel 1410. In seguito si espanse a sud (Valle di Orsera e Valle Leventina) e a est verso Glarona (Urnerboden). La Valle di Orsera e l'Urnerboden fanno ancora parte di Uri.
La regione resistette alla Riforma e rimase Cattolica Romana. Durante la Repubblica Elvetica Uri era parte del Canton Waldstätten. Dopodiché, nel 1803, il Canton Uri riacquistò la sua indipendenza, ma gli abitanti della Leventina furono uniti al nuovo Canton Ticino. Uri resistette a tutti i tentativi di riforma religiosa o costituzionale. Per questa ragione, nel 1815, si unì alla Lega di Sarnen. Nel 1845 entrò nel Sonderbund. Il Sonderbund fu una lega cattolica separatista, ma venne rovesciata dalla Confederazione Svizzera.

## Politica
L'attuale costituzione risale al 1888. Venne rivista nel 1929 quando l'assemblea cantonale (Landsgemeinde) venne abolita. La capitale del cantone è Altdorf.

## Economia

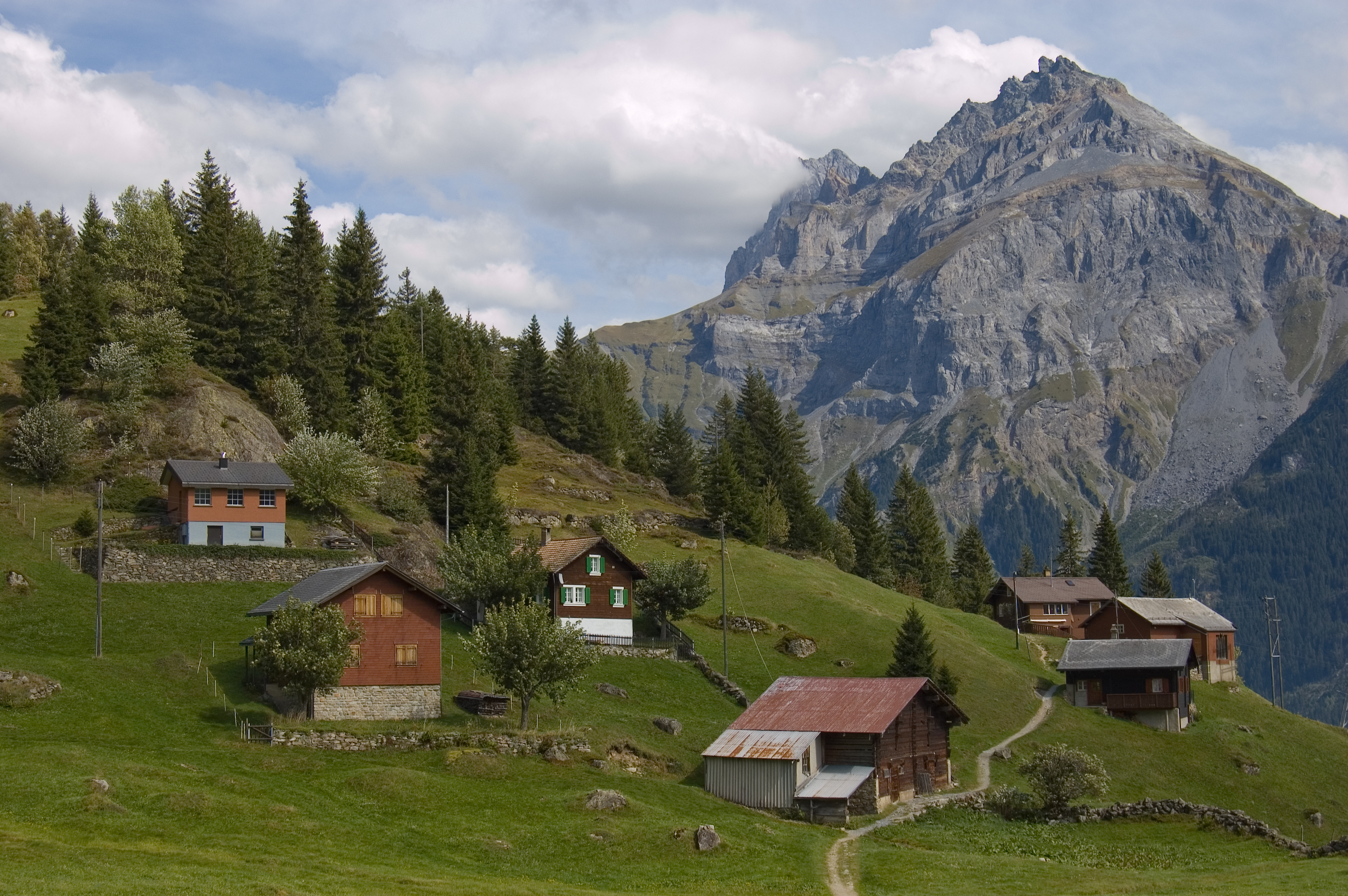
Da Arni verso il Chli Windgällen (2986 m) e il Groß Windgällen (3188 m)

I campi coltivati del cantone sono situati nella valle del Reuss. Ci sono pascoli sui pendii di bassa montagna. Poiché gran parte del terreno è estremamente collinare, non è adatto alla coltivazione. La generazione di energia idroelettrica riveste grande importanza. La silvicoltura è uno dei settori più importanti dell'agricoltura. Ad Altdorf si trovano fabbriche di cavi e gomma.
Il turismo è un'importante fonte di entrate del Canton Uri. Un'eccellente rete viaria facilita il turismo nelle aree più remote e sulle montagne.
Nel corso del 2008 si è prevista l'entrata in vigore di una riforma fiscale che ha introdotto una flat tax del 7,2%.

## Società

### Evoluzione demografica
| %     | Ripartizione linguistica (gruppi principali) |
| ----- | -------------------------------------------- |
| 93,5% | madrelingua tedesca                          |
| 1,3%  | madrelingua italiana                         |
| 1,9%  | madrelingua serbo-croata                     |

La popolazione storica del Canton Uri è data dal seguente cartello:
| Dati storici sulla popolazione | Dati storici sulla popolazione | Dati storici sulla popolazione | Dati storici sulla popolazione | Dati storici sulla popolazione | Dati storici sulla popolazione | Dati storici sulla popolazione | Dati storici sulla popolazione | Dati storici sulla popolazione | Dati storici sulla popolazione | Dati storici sulla popolazione | Dati storici sulla popolazione |
| Anno                           | Popolazione totale             | Tedescofoni                    | Italofoni                      | Cattolici                      | Protestanti                    | Altri                          | Ebrei                          | Cattolici cristiani            | Nessuna religione              | Svizzeri                       | Non-Svizzeri                   |
| ------------------------------ | ------------------------------ | ------------------------------ | ------------------------------ | ------------------------------ | ------------------------------ | ------------------------------ | ------------------------------ | ------------------------------ | ------------------------------ | ------------------------------ | ------------------------------ |
| 1850                           | 14 505                         |                                |                                | 14 493                         | 12                             |                                |                                |                                |                                | 14 465                         | 40                             |
| 1860                           | 14 741                         |                                |                                |                                |                                |                                |                                |                                |                                |                                |                                |
| 1870                           | 16 095                         |                                |                                |                                |                                |                                |                                |                                |                                |                                |                                |
| 1880                           | 23 744                         | 18 024 (75,9%)                 | 5 313 (22,4%)                  | 23 149                         | 524                            | 21                             | 7                              |                                |                                | 17 376                         | 6 368                          |
| 1888                           | 17 249                         |                                |                                |                                |                                |                                |                                |                                |                                |                                |                                |
| 1900                           | 19 700                         | 18 685 (94,8%)                 | 947 (4,8%)                     | 18 924                         | 773                            | 3                              | 1                              |                                |                                | 18 267                         | 1 433                          |
| 1910                           | 22 113                         |                                |                                |                                |                                |                                |                                |                                |                                |                                |                                |
| 1920                           | 23 973                         |                                |                                |                                |                                |                                |                                |                                |                                |                                |                                |
| 1930                           | 22 968                         |                                |                                |                                |                                |                                |                                |                                |                                |                                |                                |
| 1941                           | 27 302                         |                                |                                |                                |                                |                                |                                |                                |                                |                                |                                |
| 1950                           | 28 556                         | 27 639 (96,8%)                 | 693 (2,4%)                     | 26 439                         | 2 073                          | 24                             |                                | 20                             |                                | 27 743                         | 813                            |
| 1960                           | 32 021                         |                                |                                |                                |                                |                                |                                |                                |                                |                                |                                |
| 1970                           | 34 091                         | 31 546 (92,5%)                 | 1 900 (5,6%)                   | 31 732                         | 2 236                          | 113                            |                                | 10                             | 31                             | 31 393                         | 2 698                          |
| 1980                           | 33 883                         |                                |                                |                                |                                |                                |                                |                                |                                |                                |                                |
| 1990                           | 34 208                         |                                |                                |                                |                                |                                |                                |                                |                                |                                |                                |
| 2000                           | 34 777                         | 32 518 (93,5%)                 | 462 (1,3%)                     | 29 846                         | 2 074                          | 2 835                          | 7                              | 22                             | 818                            | 31 706                         | 3 071                          |

## Geografia antropica

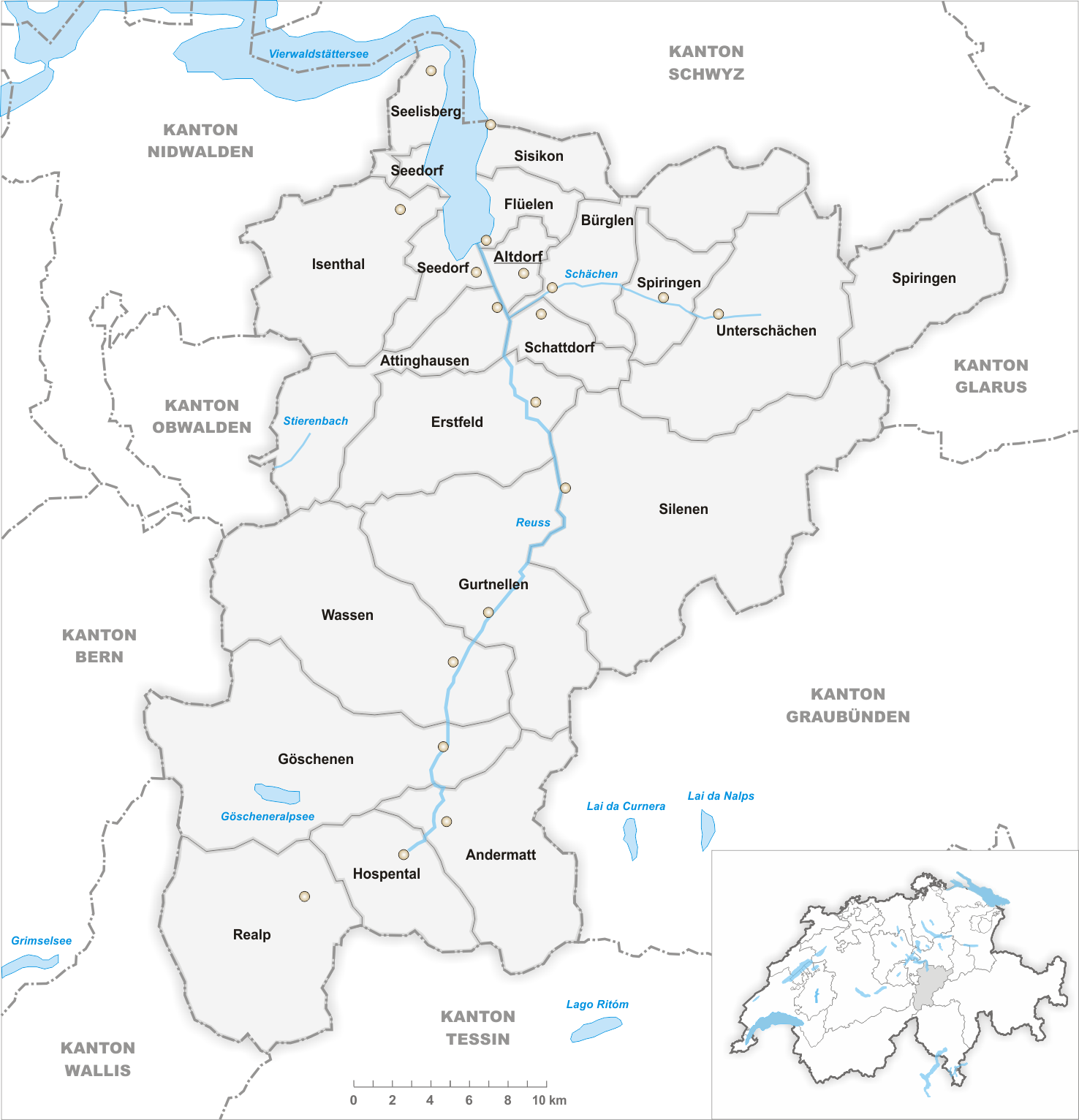
Comuni (2021)

Il Canton Uri è suddiviso in 19 comuni.
In genere le municipalità della Svizzera sono raggruppate in distretti o entità simili, ma questo non vale per questo cantone, dove non ci sono entità intermedie tra il governo cantonale e quello municipale.

### Fusione di comuni
Nella costituzione cantonale, prima del 2013, erano menzionati i 20 comuni del Canton Uri e qualsiasi fusione doveva essere approvata da un referendum cantonale che modificasse di conseguenza la costituzione. Un referendum del 2013 ha approvato con il 57% la cancellazione dei nomi dei 19 comuni dalla costituzione, consentendo così le fusioni dei comuni senza la necessità di un referendum cantonale. I comuni di Seedorf e Bauen furono i primi a decidere di unirsi. La fusione è avvenuta il 1º gennaio 2021, previa approvazione da parte della popolazione di entrambi i comuni con referendum nell'ottobre 2019; la popolazione di Seedorf e Bauen ha votato a favore della fusione, rispettivamente con l'80% e il 69%.

### Lista dei comuni
| Posizione | Stemma | Nome          | Abitanti | Superficie in km² |
| --------- | ------ | ------------- | -------- | ----------------- |
| 1         |        | Altdorf       | 9537     | 10.23             |
| 2         |        | Andermatt     | 1433     | 62.2              |
| 3         |        | Attinghausen  | 1750     | 46.83             |
| 4         |        | Bürglen       | 3995     | 53.14             |
| 5         |        | Erstfeld      | 3845     | 59.2              |
| 6         |        | Flüelen       | 1961     | 12.42             |
| 7         |        | Göschenen     | 431      | 10.431            |
| 8         |        | Gurtnellen    | 528      | 83.35             |
| 9         |        | Hospental     | 180      | 35                |
| 10        |        | Isenthal      | 474      | 60.99             |
| 11        |        | Realp         | 159      | 78.04             |
| 12        |        | Schattdorf    | 5413     | 16.31             |
| 13        |        | Seedorf       | 2051     | 19.42             |
| 14        |        | Seelisberg    | 678      | 13.34             |
| 15        |        | Silenen       | 1957     | 144.78            |
| 16        |        | Sisikon       | 383      | 16.29             |
| 17        |        | Spiringen     | 830      | 64.73             |
| 18        |        | Unterschächen | 702      | 80.33             |
| 19        |        | Wassen        | 405      | 96.89             |